# Vialis (lingüística)
El vialis es un complemento circunstancial, que en las lenguas esquimo-aleutianas corresponde al caso prolativo de otras lenguas y expresa la forma por la cual se va a transportar alguien.
En groenlandés, el vialis tiene la terminación singular -kkut y la terminación plural -tigut.
Ejemplo en groenlandés: umiarsuakkut (con barco).